# Любиша Ранкович
Любиша Ранкович (серб. Љубиша Ранковић/Ljubiša Ranković, нар. 10 грудня 1973, Валево) — сербський футболіст, півзахисник. Після завершення кар'єри — футбольний тренер.

## Клубна кар'єра
Почав займатися футболом в клубі «Будучност» (Валево). Пізніше перейшов в «Партизан», в клубі виступав з 1992 року по 2003 рік. Також виступав на правах оренди в клубах: «Рад», «Соннам», «Земун», «Сичуань Дахе». У 2003 році перейшов у французький клуб «Кан». У 2005 році разом з клубом дійшов до фіналу Кубку французької ліги, у фіналі «Кан» програв «Страсбуру» (1:2). У вересні 2005 року перейшов до запорізького «Металурга», підписавши контракт строком на один рік. У чемпіонаті України дебютував 25 вересня 2005 року в матчі проти алчевської «Сталі» (1:1). Взимку 2006 року перейшов до французького «Сету». У січні 2007 року перейшов в сербський клуб «Смедерево», а по завершенню сезону завершив кар'єру гравця.

## Кар'єра тренера
У 2008 році перейшов на посаду тренера-селекціонера в клубі «Партизан».
У грудні 2014 року увійшов до тренерського штабу нового головного тренера мінського «Динамо» Душана Угрина — молодшого.

## Досягнення
- Чемпіонат Югославії
  -  Чемпіон (3): 1996-97, 1998-99, 2001-02

- Кубок Югославії
  -  Володар (2): 1997-98, 2000-01
  -  Фіналіст (1): 1998-99

- К-Ліга
  -  Чемпіон (1): 1995

- Ліга 2
  -  Срібний призер (1): 2004

- Кубок французької ліги
  -  Фіналіст (1): 2004-05